# Император Александр II (броненосец)
«Импера́тор Алекса́ндр II» — первый броненосец, построенный для Балтийского флота по принятой в 1881 году 20-летней судостроительной программе. До него в России был построен только один корабль этого класса — «Пётр Великий».
Фактически начат строительством в эллинге Нового Адмиралтейства в Санкт-Петербурге 17 ноября 1883 г. (здесь и далее даты даны по старому стилю), официально заложен 18 июня 1885 г., спущен на воду 14 июля 1887 г., официально достроен в декабре 1889 года, а фактически — в декабре 1891 года.

## Основные характеристики
Полное водоизмещение фактическое 9244 т (по первоначальному проекту 8440 т); длина по грузовой ватерлинии 101,78 м, между перпендикулярами — 99,36 м; ширина 20,4 м; осадка носом — 7,15 м, кормой — 7,85 м, средняя — 7,5 м; проектная высота надводного борта в носу — 5,46 м, на миделе и в корме — 7,5 м; нагрузка на 1 см осадки 16,15 т; метацентрическая высота 1,12 м.
Мощность машин — 8289 л.с.; максимальная скорость — 15,27 уз; дальность плавания с полным запасом угля (1000 т) 8-уз ходом — 4440 миль, 15-уз — 1770 миль; диаметр циркуляции при скорости 10 уз — 520 м; полный поворот совершается за 7 мин 32 с.
Вооружение: два 305/30-мм, четыре 229/35-мм, восемь 152/35-мм орудий, десять 47-мм и восемь пятиствольных 37-мм скорострельных пушек Гочкиса, два 63,5-мм десантных орудия Барановского, пять 381-мм торпедных аппаратов.
Бронирование: борт 356—203 мм (сталежелезные плиты), палуба 63,5 мм (железо), барбет 254 мм, казематы 229-мм орудий 152—76 мм, боевая рубка 203 мм.

## Описание конструкции

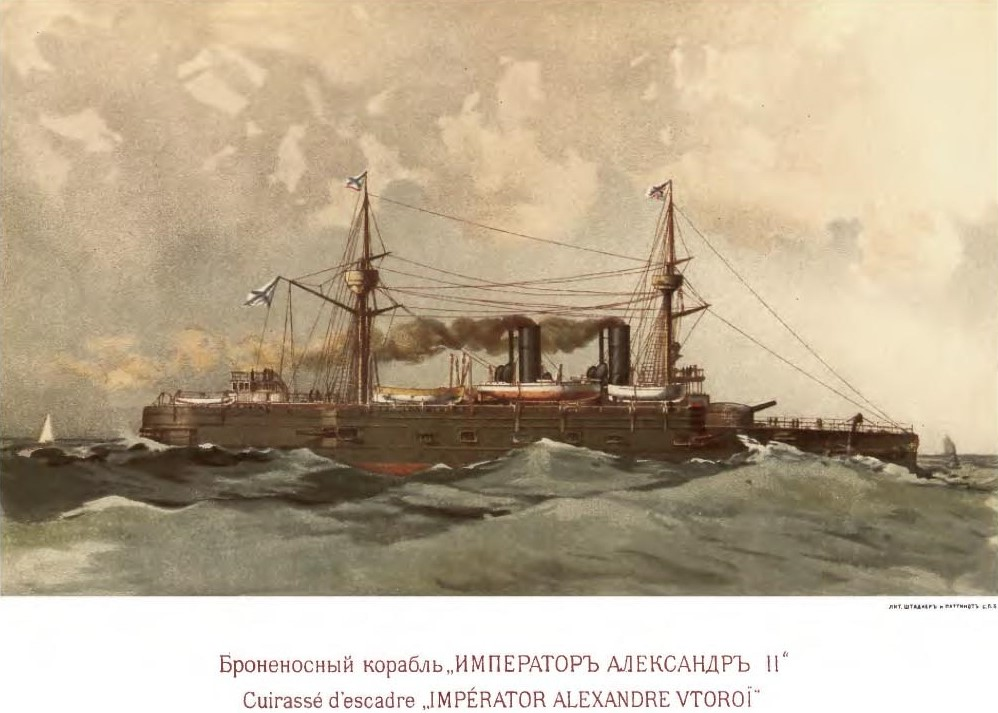
Броненосный корабль Император Александр II, открытка 1893 г.

### Корпус
Обводы корпуса формировали 85 шпангоутов, набиравшихся из стали толщиной 9,6 и 12,7 мм. Корпус имел три палубы, простиравшиеся на всю длину (верхнюю, батарейную и жилую), а вне машинных и котельных отделений — носовую и кормовую платформы. К носу и корме верхняя палуба имела некоторую покатость, чтобы обеспечить стрельбу на близкие дистанции (со снижением орудий). Между 12 и 74 шпангоутами имелось двойное дно, по высоте поднимавшееся до третьего стрингера. Для обеспечения непотопляемости в корпусе были предусмотрены 10 поперечных и одна продольная водонепроницаемые переборки.
Таранный форштевень состоял из трёх частей общим весом 18,8 т. Оконечность тарана выделялась от плоскости носового перпендикуляра на 2,2 м и находилась на глубине 2,74 м. Ахтерштевень весил 6,48 т, рулевая рама — 6,28 м, сам руль — 9,2 м. Площадь руля составляла 15,8 м².
По проекту корпус должен был весить 2935 т, из которых на листовую сталь обшивки, палуб и переборок приходилось 1925 т, угловую сталь — 452 т, профильную — 409 т, заклёпки и детали из других металлов — 149 т. Однако при спуске вес корпуса составлял 3183,2 т, то есть имел строительную перегрузку почти 250 т.

### Бронирование
Броневой пояс простирался по всей длине ватерлинии и состоял из сталежелезных плит высотой 2,59 м; по проекту над водой он возвышался на 1,06 м. В средней части пояса надводная часть плит имела толщину 356 мм, а подводная часть к нижней кромке плавно утончалась до 203 мм. К носу и корме надводная часть плит постепенно утончалась до 305, 254 и 203 мм. Плиты устанавливались на шельф, образованный верхней частью шпангоутов и стрингером, и имели тиковую подкладку толщиной 254 мм. Крепление осуществлялось болтами, проходившими через борт и подкладку и вкручивающихся в сами бронеплиты. Общий вес брони пояса составил 1038,6 т, подкладки — 128,2 т, болтов — более 100 т.
Поверх пояса находилась броневая палуба (она же жилая палуба), состоявшая из двух слоёв железных листов. Нижние листы имели толщину 19 мм, а верхние — 44,5 мм, что в сумме давало толщину бронепалубы 63,5 мм. Люки бронепалубы закрывались железными бронекрышками толщиной 63,5 мм, а по периметру этих люков были сооружены броневые комингсы толщиной 50,8 мм.
Барбет установки главного калибра защищался 254-мм плитами общей высотой 6 м и массой 301,2 т. Поверх барбета находился «башенный купол» толщиной 63,5 мм и весом 39,5 т, защищавший орудия и прислугу от осколков и мелких снарядов.
Казематы 229-мм орудий с носа и кормы защищались 152-мм траверсными переборками, а со стороны борта — 76-мм бронеплитами (общий вес защиты 125 т). 152-мм и 47-мм орудия, стоявшие на батарейной палубе, были лишены защиты, не считая усиленной бортовой обшивки толщиной 50,8 мм.
Боевая рубка общим весом 62,1 т имела стенки толщиной 203 мм и крышу из 63,5-мм листов.
Суммарная масса броневой защиты «Александра II» составляла 2474 т.

### Артиллерийское вооружение

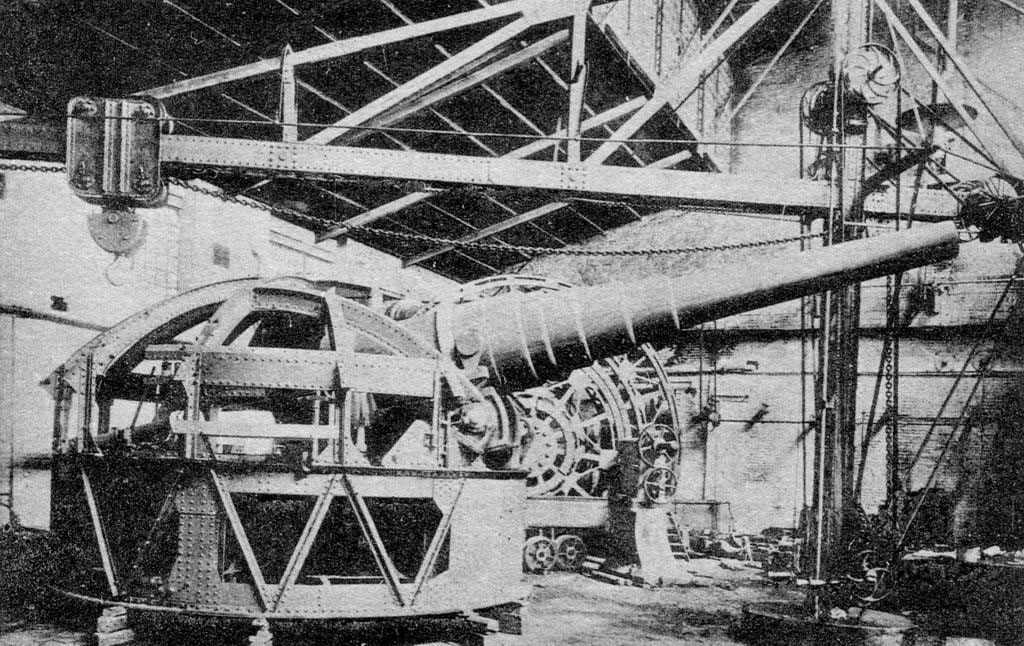
Барбетная установка ГК броненосца на Санкт-Петербургском Металлическом заводе

Главный калибр был представлен двумя 305-мм орудиями Обуховского завода с длиной ствола 30 калибров и массой 51,43 т, установленных в барбетной установке в носовой части корабля. Сама установка, изготовленная Санкт-Петербургским Металлическим заводом, без брони и орудий весила 160 т. Наведение и заряжание пушек обеспечивалось гидравлическими механизмами, а при выходе их из строя можно было осуществлять все необходимые операции вручную. Углы вертикального наведения составляли от −2° до +15°, горизонтальное осуществлялось в секторе 220°. Скорость горизонтального наведения достигала 120° в минуту.
Выстрелы подавались из погреба на двух лотках, на каждом из которых подавались снаряд и два полузаряда. Заряжание производилось при любом угле горизонтального наведения. Боезапас составлял 60 выстрелов на каждый ствол (всего 72 фугасных снарядов обыкновенного чугуна, 36 бронебойных закалённого чугуна и 12 картечных).
Средний калибр был представлен четырьмя 229-мм и восемью 152-мм орудиями.
229-мм орудие имело максимальный угол снижения 3°, возвышения — 15°. Общий боезапас включал 360 выстрелов: 244 фугасных, 100 бронебойных и 16 картечных.
152-мм орудие имело такие же углы вертикального наведения. Общий боекомплект включал 1280 выстрелов, в том числе 880 фугасных, 336 бронебойных и 64 картечных.
229-мм и 152-мм пушки устанавливались на батарейной палубе на станках системы Дуброва, причём первые имели броневую защиту, располагаясь в индивидуальных казематах, а вторые прикрывались только усиленной бортовой обшивкой. Устройство станков позволяло крепить шестидюймовки «по-походному», полностью закрывая орудийные порты ставнями.
Противоминная артиллерия состояла из 47-мм и 37-мм скорострельных пушек Гочкиса, причём каждая из них имела по пять стволов. Восемь 47-мм установок располагались по бортам на батарейной палубе и в походном положении полностью закрывались ставнями, ещё две — в корме на специальных спонсонах. Углы вертикального наведения для них составляли от −18° до +19°, суммарный боекомплект — 16 400 снарядов.
Восемь 37-мм пушек стояли на боевых марсах. Предполагалось, что они навесным огнём смогут поражать машины и котлы неприятельских миноносцев. Углы вертикального наведения от −35° до +12°, суммарный боекомплект — 12 960 снарядов.
Помимо перечисленного собственно корабельного вооружения, броненосец имел две 63,5-мм десантные пушки системы Барановского.
Полный вес залпа корабля на нос составлял 1276,4 кг (по два 305-мм, 229-мм и 152-мм орудия), на корму — 541 кг (по два 229-мм и 152-мм орудия), на траверз — 1398,8 кг (два 305-мм, два 229-мм и четыре 152-мм орудия).

### Минное вооружение
Всего на корабле было пять подводных торпедных аппаратов. Две выдвижных неповоротных торпедных трубы находились у форштевня: предполагалось, что залп из них будет производиться непосредственно перед таранным ударом. Перед бронёй барбетной установки находились ещё два аппарата, наводившихся в пределах от 30° до 100° относительно диаметральной плоскости. Последний аппарат был неповоротным и находился в корме, его выдвижная труба проходила через ахтерштевень. Все эти аппараты стреляли 19-футовыми 381-мм торпедами Уайтхеда. На момент вступления корабля в строй наиболее совершенными были торпеды образца 1889 года, имевшие длину 5,7 м, вес 429,4 кг, заряд взрывчатого вещества 81,8 кг, наибольшую скорость 24,7 уз и дальность хода до 550 м.
На паровых катерах имелись два метательных аппарата, стрелявшие несамоходными минами, а также два аппарата для пуска самоходных торпед калибра 356 мм. Эти торпеды имели вес 136 кг, заряд взрывчатого вещества 8 кг и при скорости 6,7 уз имели дальность хода до 700 м.
Хранящийся на корабле торпедный боезапас включал 14 самоходных и шесть метательных мин. Кроме того, броненосец располагал 36-ю сфероконическими минами заграждения, устанавливающимися с плотиков (двух катеров с установленной на них платформой).
Для защиты от торпед в 1892 г. на «Александре II» установили противоторпедные сети Буливанта, для постановки которых предназначались 18 бортовых шестов длиной 8,1 м, а также носовой и кормовой шесты длиной соответственно 5 и 6,6 м. Общий вес сетевого заграждения достигал 20 т.

### Энергетическая установка
Две главные паровые машины двойного расширения имели по три цилиндра и вращали каждая свой винт системы Гриффитса диаметром 5,8 м и шагом 7 м, крепившиеся к ступицам длиной 0,92 м. Машины были построены Балтийским заводом. По проекту они должны были иметь суммарную мощность 8500 л.с., однако на ходовых испытаниях 18 сентября 1890 г. смогли развить только 8289 л.с. Тем не менее скорость превысила проектную и составила 15,27 уз.
Пар вырабатывали 12 огнетрубных цилиндрических котлов производства Балтийского завода. Каждый котёл имел четыре топки. Рабочее давление пара — 6,3 атм, максимальное — 11,6 атм.
При полном запасе угля 1000 т броненосец мог пройти 8-узловым ходом 4440 миль, при этом машины должны были давать 42 оборота в минуту. 15-узловым ходом корабль мог пройти 1770 миль.
Помимо главных механизмов, на «Александре II» было много вспомогательных машин малой мощности, предназначенных для привода пожарных и водоотливных насосов, спуска и подъёма шлюпок и т. д.

### Электрооборудование
Электроэнергию вырабатывали шесть динамо-машин Грамма напряжением 60 В. Две из них предназначались для питания боевого освещения и обеспечивали силу тока до 120 А каждая, а оставшиеся четыре — для палубного освещения, выдавая ток до 20 А каждая.
Боевое освещение корабля состояло из двух 90-см и двух 30-см прожекторов системы Манжена. Первые стояли на специальных площадках мачт и предназначались для обнаружения вражеских миноносцев в ночных условиях. Вторые были переносными и служили главным образом для сигнализации; кроме того, их можно было устанавливать на катерах.
В систему палубного (рабочего) освещения входили 279 ламп накаливания во внутренних помещениях и 42 на верхней палубе и мостиках.
На броненосце имелась также система электрической индикации положения пера руля фирмы «Сименс и Гальске», электрические артиллерийские указатели и система звонковой сигнализации.

### Рангоут, шлюпки, якорная система
Корабль имел две мачты высотой по 25 м и диаметром 1,22 м. Каждая мачта имела стеньгу длиной 12,2 м и диаметром 53,3 см и по два деревянных рея. Грот- и фок-реи имели длину 23,7 м и диаметр 45,7 см, а грот- и фор-марса-реи — 13,1 м и 22,9 см. Стоячий такелаж состоял из стальных тросов, бегучий — из пеньковых.
На броненосце имелось четыре паровых катера и девять гребных шлюпок. Наиболее крупными были два стальных катера длиной по 15,5 м, оснащённых машинами мощностью 60 л.с. Два других катера имели длину 10,4 м и изготавливались из дерева, их машины имели мощность 30 л.с. Скорость катеров обоих типов составляла 5—6 уз, а изготавливались они в Або на заводе Крейтона.
Гребные суда были представлены двумя 20-вёсельными баркасами (длина 11,6 м), одним 16-вёсельным рабочим катером (11,6 м), двумя 14-вёсельными катерами (10,4 м), двумя 6-вёсельными спасательными вельботами (8,5 м) и двумя 6-вёсельными спасательными ялами (6 м).
Все шлюпки, за исключением спасательных ялов, устанавливались на рострах и верхней палубе. Ялы находились на специальных балках в носовой части корабля и были готовы к немедленному спуску. Для подъёма личного состава из шлюпок вдоль каждого борта крепился деревянный выстрел длиной 13,7 м и диаметром 25,4 см. На стоянке они «выстреливались», то есть ставились перпендикулярно борту и параллельно поверхности воды.
В якорное устройство входили два основных адмиралтейских якоря (4,91 т без штока), два запасных системы Мартина и два верпа. Адмиралтейские якоря поднимались цепями диаметром 63,5 мм. Якоря Мартина стояли у бортов на срезе за носовыми 152-мм орудиями, а верпы — за кормовыми 229-мм.

## История службы

### Строительство и испытания
Подготовительные работы начались в мае 1883 года, а само строительство было начато 17 ноября в деревянном эллинге Петербургского Нового адмиралтейства. Строителем корабля был назначен подполковник Н. А. Субботин. Металл, необходимый для постройки корпуса, был заказан на Путиловском, Ижорском и Александровском заводах. Главные машины, котлы, трубопроводы водоотливной системы изготавливал Балтийский завод, артиллерию — Обуховский, броню, заклёпки, иллюминаторы и многие другие вещи — уже упоминавшийся Ижорский, паровые машины, насосы и эжекторы водоотливной системы, торпедные аппараты, каркас барбетной установки главного калибра — Металлический, кингстоны, дельные вещи, деревянный рангоут, паруса и шлюпки — Кронштадтский Пароходный, штевни и рулевую раму — Путиловский, электрооборудование — фирма «Сименс и Гальске»; ряд заказов получили и другие отечественные предприятия. Заграничные поставки были невелики: помимо тика, использовавшегося для подкладки под броню, в Англии заказали паровой привод рулевой машины, шпили, брашпиль и два якоря системы Мартина (уже после их доставки в Россию было решено оснастить корабль классическими адмиралтейскими якорями собственного производства).
15 июня 1885 г. кораблю было присвоено имя, а 18 июня, почти через два года после реального начала строительства, состоялась официальная закладка, на которой присутствовал император Александр III. На воду корабль был спущен 14 июля 1887 года; на торжественной церемонии также присутствовал император.
25 августа 1889 г. достраивающийся корабль начал свою первую кампанию. К этому времени на нём находилось 406 нижних чинов и 23 офицера во главе с капитаном 1-го ранга П. Юрьевым. Броненосец перешёл в Кронштадт, где его 7 сентября поставили в Константиновский док, а 11 сентября он закончил кампанию. 12 октября корабль вышел на несколько дней из дока для завершения швартовых испытаний, после чего на всю зиму вернулся в док для установки брони и проведения других достроечных работ.
28 августа 1890 г. во время съёмки с якоря «Император Александр II» столкнулся со шведским пароходом «Олаф», ударившемся кормой в борт русского корабля. «Швед» получил сильные повреждения, но остался на плаву. На «Александре II» была вдавлена обшивка правого борта в районе кормы, сорвалась с петель и утонула крышка торпедного аппарата, продавился спонсон кормовой пушки Гочкиса. Выход пришлось отменить, и броненосец вернулся в гавань для исправления повреждений, что было окончено к 9 сентября.
Испытания механизмов провели 18 сентября 1890 года. Машины развили 8289 л.с. (на 211 л.с. меньше проектных 8500 л.с.), обеспечив кораблю при водоизмещении 8748 тонн скорость 15,27 уз. 22 и 29 сентября испытали артиллерию. По итогам стрельб контр-адмирал С. О. Макаров сделал вывод о возможности увеличения углов горизонтального наведения 305-мм орудий до 110° на борт, для чего требовалось несколько переделать мостик. Необходимые работы были проведены в течение месяца.
Несмотря на успешные испытания, на корабле имелось ещё множество недоделок, поэтому официально достройка затянулась ещё на год с лишним — её окончили в декабре 1891 года, хотя отдельные работы продолжались ещё дольше и были полностью завершены лишь летом 1893-го.

### Заграничный поход
Первую свою «настоящую» кампанию 1894 года «Император Александр II» провёл в составе Практической эскадры Балтийского флота, пройдя 1039 миль. Плавания проводились для боевой подготовки и изучения портов и побережья Балтики, где, возможно, кораблю пришлось бы вступить в бой с врагом.
5 мая 1895 года «Александр II» под командованием капитана 1-го ранга К. П. Никонова начал очередную кампанию. 10 мая на броненосец погрузили боезапас, после чего он участвовал в походе Практической эскадры. В начале июня корабль ушёл в Кронштадт для подготовки к плаванию в Германию на торжественное открытие Кильского канала. Помимо него, Россию на торжествах должны были представлять броненосный крейсер «Рюрик» и канонерская лодка «Грозящий» под общим командованием контр-адмирала Н. И. Скрыдлова.
В 1896 г. корабль начал кампанию 2 июля. Он вместе с броненосцем «Наварин», минным крейсером «Посадник» и миноносцами № 119 и 120 должен был отправиться на Средиземное море. Поход начался 3 августа.
14 сентября на подходе к Италии броненосец попал в свой первый сильный шторм. При силе ветра до 10 баллов и 7-балльном волнении крен временами достигал 30°, причём за минуту «Александр II» делал до 15 размахов на борт.
К концу 1896 года Средиземноморская эскадра была усилена броненосцами «Император Николай I» и «Сисой Великий», а также крейсером 2-го ранга «Вестник». В январе следующего года к ней присоединились ушедшие с Балтики вместе с «Александром II», но задержавшиеся в пути минный крейсер «Посадник» и миноносцы № 119 и № 120. Всем этим кораблям вместе с эскадрами других держав пришлось участвовать в блокаде о. Крит, необходимость в которой возникла из-за вспыхнувших на острове столкновений между греческим и турецким населением, грозивших перерасти в войну между Грецией и Турцией.
Летом 1897 года корабль ушёл на Мальту для постановки в док. Во время выгрузки боеприпасов 229-мм снаряд сорвался с совка и серьёзно повредил ногу одному из комендоров, которую пришлось ампутировать в береговом госпитале. 2 июня броненосец был введён в док, где простоял до 21 июня. За это время подводная часть была очищена от обрастания, а сгнивший деревянный фальшкиль заменён новым.
24 июня корабль прибыл в Суду, где на нём поднял свой флаг командующий Средиземноморской эскадрой контр-адмирал П. П. Андреев. После этого «Александр II» вместе с другими кораблями эскадры занимался учениями, совершал походы, наносил визиты.
2 июня 1898 года в левом коридоре у угольных ям произошёл взрыв, в результате которого пострадали восемь человек, из которых двое впоследствии умерли. Причиной взрыва стало неосторожное обращение с огнём в загазованном помещении (кочегары знали, как вести себя в угольных ямах, но потеряли бдительность в смежном помещении). Сам корабль серьёзных повреждений не получил и продолжал плавание.
28 октября на борт поднялся новый командующий — контр-адмирал Н. И. Скрыдлов. Вскоре после этого корабль пошёл в порт Пола, где 19 ноября встал в док на три недели. Помимо работ по корпусу, за это время заменили трубки в холодильниках. Механизмы корабля находились в хорошем состоянии, хотя котлы уже почти выслужили свой 10-летний срок эксплуатации. После ремонта корабль испытали: при всего 64 оборотах он развил скорость 11,75 узла (максимальную скорость развивать не пытались). 26 декабря «Александр II» перестал быть флагманом: Н. И. Скрыдлов перешёл на крейсер «Герцог Эдинбургский».
В июне-июле 1901 года броненосец прошёл третье докование, на этот раз во французском Гавре, после чего ушёл на Балтику. 24 августа 1901 г., во время стоянки в Копенгагене, корабль посетил император Николай II, наносивший в это время визит в Датское королевство. Дальнейший путь корабля лежал в Гельсингфорс и в Кронштадт, куда он вернулся 7 сентября.
По продолжительности средиземноморский поход «Императора Александра II» не имеет аналогов в истории русского флота. За 61 месяц, проведённый вдали от родных берегов, броненосец прошёл около 36 тысяч миль и сжёг 19,5 тысяч тонн угля. В береговые госпитали за эти годы было отправлено 147 человек, из них 12 умерли. Сбежало с корабля в поисках лучшей доли всего четыре матроса. Большую часть похода «Александр II» нёс адмиральский флаг: он был флагманом адмиралов П. П. Андреева, Н. И. Скрыдлова, К. Р. Вальронда и А. А. Бирилёва. За это время на броненосце сменилось три командира: со 2 июля 1896 года по 24 января 1898 года им командовал К. П. Никонов, затем до 17 октября 1898 года — И. И. Хмелевский, а остальное время похода — М. А. Броницкий.
Комиссия, осмотревшая корабль после столь долгого похода, нашла его в целом в хорошем состоянии. Примечательно, что после столь долгого плавания броненосец смог на мерной миле развить скорость 14,43 узла при 75—78 оборотах и 80 фунтах давления пара. Котлы были признаны годными к дальнейшему использованию на протяжении трёх лет при службе корабля в Учебно-артиллерийском отряде, хотя, конечно, их следовало всё же заменить.

### В учебно-артиллерийском отряде
Зимой 1901—1902 гг. на корабле проводили лишь мелкие работы, а замену котлов отложили: весной корабль включили в Учебно-артиллерийский отряд, которым командовал контр-адмирал З. П. Рожественский. Совместно с другими корабями отряда летом 1902 г. «Александр II» участвовал в «образцово-показательных» стрельбах в присутствии Николая II и германского императора Вильгельма II. В 1903 году корабль снова был в составе Учебно-артиллерийского отряда, которым теперь командовал контр-адмирал Д. Г. фон Фёлькерзам. И лишь после этого броненосец был поставлен на основательный ремонт.
Сначала заменили часть катков барбетной установки. В конце года поступило, наконец, распоряжение приступить к замене котлов. С корабля сняли артиллерию и трубы, демонтировали некоторые вспомогательные механизмы и начали разбирать котлы. Однако после начала русско-японской войны работа практически остановилась. К ремонту вернулись лишь в конце 1904 — начале 1905 года, заодно заменив артиллерию. За исключением оставшихся прежними 305-мм орудий, корабль получил пять новых 203-мм пушек (четыре заняли место старых 229-мм, а пятую поставили на корме), восемь 152-мм и четыре 47-мм на батарейной и четыре 120-мм на верхней палубе. Заменили рангоут и динамо-машины, демонтировали бортовые торпедные аппараты, установили новые прожекторы.
Ходовые испытания, проведённые в июне 1905 года, показали удовлетворительную работу машин, но выявили дефекты новых котлов (впрочем, новыми назвать их можно весьма условно: готовы они были ещё в начале 1901 года, после чего длительное время хранились под открытым небом), в которых имелись течи. Котлы прочеканили, хотя этой меры хватило ненадолго. Основательный ремонт котлов выполнили лишь к весне 1911 года, после чего скорость корабля составила 12,7 уз.
С 1907 года корабль опять находится в Учебно-артиллерийском отряде, которым командовал контр-адмирал Н. К. Рейценштейн. В конце года с введением новой классификации кораблей «Александр II» стал числиться линкором, хотя, конечно, таковым по сути не был. В то же время были переделаны элеваторы орудий: флот переходил на новые, более длинные снаряды. В последующие годы броненосец продолжал готовить комендоров. С 1904 по 1909 год им командовали капитаны 1-го ранга А. А. Эбергард, Г. В. Петров и С. Ф. Васильковский, с 1909 года — А. М. Лазарев.
В апреле 1909 года при очередном доковании был освидетельствован корпус. Обнаруженные небольшие дефекты на прочность никак не влияли, и уже отслуживший 22 года корабль смог бы оставаться в строю ещё много лет, однако из-за безнадёжного устаревания для него был установлен предельный срок службы: 1917 год.
Начиная с 1915 года кораблём командовал капитан 1-го ранга Н. И. Повалишин. 1 марта 1917 года он был убит своими матросами во время «корабельного» переворота под руководством председателя судового комитета РСДРП(б) П. Д. Хохрякова.
7 мая 1917 года матросский комитет переименовал старый броненосец в «Зарю Свободы». 25 октября корабль перешёл в Петроград, чтобы при необходимости своим огнём не пропустить в город верные Временному правительству войска. На зиму корабль вернулся в Кронштадт, где и простоял следующие несколько лет, пострадав в 1921 году при обстреле во время Кронштадтского мятежа. На следующий год броненосец пошёл на слом.

## Общая оценка проекта
С «Императора Александра II» фактически начинается история строительства русских эскадренных броненосцев: «Пётр Великий» был построен намного раньше и не имел «потомков», к тому же по концепции был океанским монитором. Опыта практического использования броненосных кораблей русский флот не имел, да и другие флоты этим похвастаться не могли: фактически за весь период, прошедший с момента окончания Крымской войны, похоронившей парусный флот, произошло лишь одно сражение с участием броненосцев — битва при Лиссе. В этом бою был успешно применён таран, в то время как артиллерийская канонада оказалась малоэффективной, из чего практически во всех странах был сделан вывод о важнейшей роли таранного удара. Исходя из этого проектировались новые корабли, в число которых попал и «Император Александр II».
Таранная тактика предполагала концентрацию артиллерийского огня в носовом секторе, чтобы во время сближения успеть повредить неприятельский корабль и тем самым помешать ему самому осуществить таран, отразить атаку или уклониться от удара. Поэтому в нос на «Александре» могли стрелять оба 305-мм и по два 229-мм и 152-мм орудия. На борт огонь был сильнее, но ненамного — на две шестидюймовки. Кормовой сектор считался маловажным, соответственно и огонь там был существенно слабее — по два 229-мм и 152-мм орудия. «На бумаге» это выглядело хорошо, но ориентация на таранную тактику оказалась ошибочной, а в «нормальном» линейном бою ориентированные на неё корабли были слабоваты. Естественно, это целиком относится и к «Александру II».
Противоминное вооружение вполне соответствовало тому периоду, а с появлением более крупных миноносцев могло быть без особых затруднений усилено заменой 37-мм и 47-мм пушек на более крупные орудия. В действительности этого не произошло, но такой нужды и не возникало.
Торпедные аппараты, как и мины заграждения, были абсолютно бесполезным и даже вредным элементом вооружения крупного артиллерийского корабля, но в те годы их установка считалась обязательной, и лишь русско-японская война заставила от них отказаться.
Бронирование корпуса было вполне адекватным эпохе. Более того, после появления скорострельных пушек среднего калибра с мощными фугасными снарядами «Александр II» за счёт полного пояса по ватерлинии даже в какой-то мере выигрывал у более современных кораблей, имевших небронированные оконечности: обширные затопления из-за разрушения небронированного борта ему не грозили (естественно, пока сам пояс находился над водой, а для этого требовалось, чтобы корабль не был сильно перегружен). Правда, общая площадь бронированного борта была невелика и ещё более уменьшалась из-за традиционной перегрузки, и в случае плотного обстрела из скорострельных орудий броненосец довольно быстро превратился бы в решето. Этот недостаток, однако, был свойственен всем его «современникам» и был преодолён только в начале XX века с появлением высокопрочной брони, закалённой по методу Круппа.
Значительно хуже обстояло дело с защитой артиллерии. Правда, на момент проектирования барбетная установка главного калибра не была очень большим недостатком: на малых дистанциях боя, обусловленных характеристиками тогдашних орудий и прицельных приспособлений, траектория снарядов является достаточно настильной, и вероятность поражения барбета сверху, где броня отсутствует или представлена противоосколочным щитом, невелика. Однако к моменту фактического вступления в строй ситуация уже начала меняться, что в полной мере проявилось в русско-японскую войну. Ещё печальнее выглядит ситуация с защитой средней артиллерии. 229-мм пушки более-менее бронированы лишь с носовых и кормовых углов, а с борта их защищает всего лишь 76-мм броня, а шестидюймовки и вовсе лишены какой-либо защиты, кроме усиленной обшивки борта, которая сможет остановить только осколки. Появление скорострельной среднекалиберной артиллерии обрекало их в бою на быстрый выход из строя.
Ходовые качества корабля оказались вполне удовлетворительными. На испытаниях он развил большую скорость, чем предусматривалось проектом, и сохранял возможность достижения близких к ней значений на протяжении примерно 15 лет. Конечно, очень быстро 15-узловая скорость оказалась недостаточной, но это связано не с недостатками «Александра II», а с быстрым прогрессом кораблестроения в конце XIX — начале XX века. Мореходные качества не были блестящими — высота борта для этого была всё же недостаточной, — однако для службы на Балтике их вполне хватало, да и в океане корабль ходил вполне успешно.
С учётом умеренного водоизмещения можно сказать, что на момент проектирования «Император Александр II» представлялся довольно неплохим кораблём. Однако быстрый технический прогресс вкупе с традиционным русским долгостроем сделали его устаревшим уже к моменту вступления в строй, а к концу XIX века его боеспособность была уже весьма ограниченной, несмотря на качественно сделанный корпус и неплохое состояние машин: фактически он годился лишь в корабли береговой обороны. Наиболее целесообразным было его использование в качестве учебного судна, что и имело место на практике.

## Командиры
- 05.04.1887 — хх.хх.1893 — капитан 1-го ранга Юрьев, Пётр Фёдорович
- 28.03.1893 — 05.01.1898 — капитан 1-го ранга Никонов, Константин Петрович
- 05.01.1898 — 13.09.1900 — капитан 1-го ранга Хмелевский, Иосиф Иосифович
- 13.09.1900 — 25.04.1905 — капитан 1-го ранга Броницкий, Митрофан Александрович
- 25.04.1905 — 16.01.1906 — капитан 1-го ранга Эбергард, Андрей Августович
- 16.01.1906 — 02.10.1906 — капитан 1-го ранга Петров, Дмитрий Дмитриевич
- 02.10.1906 — 28.09.1909 — капитан 2-го ранга (с 06.12.1906 капитан 1-го ранга) Васильковский, Станислав Францевич
- 28.09.1909 — хх.05.1913 — капитан 1-го ранга Лазарев, Андрей Максимович
- 24.12.1914 — 16.09.1915 — капитан 1-го ранга Ковалевский, Владимир Владимирович
- 12.11.1915 — 01.03.1917 — капитан 1-го ранга Повалишин, Николай Иванович